# Cône (botanique)
Pour les articles homonymes, voir cône.

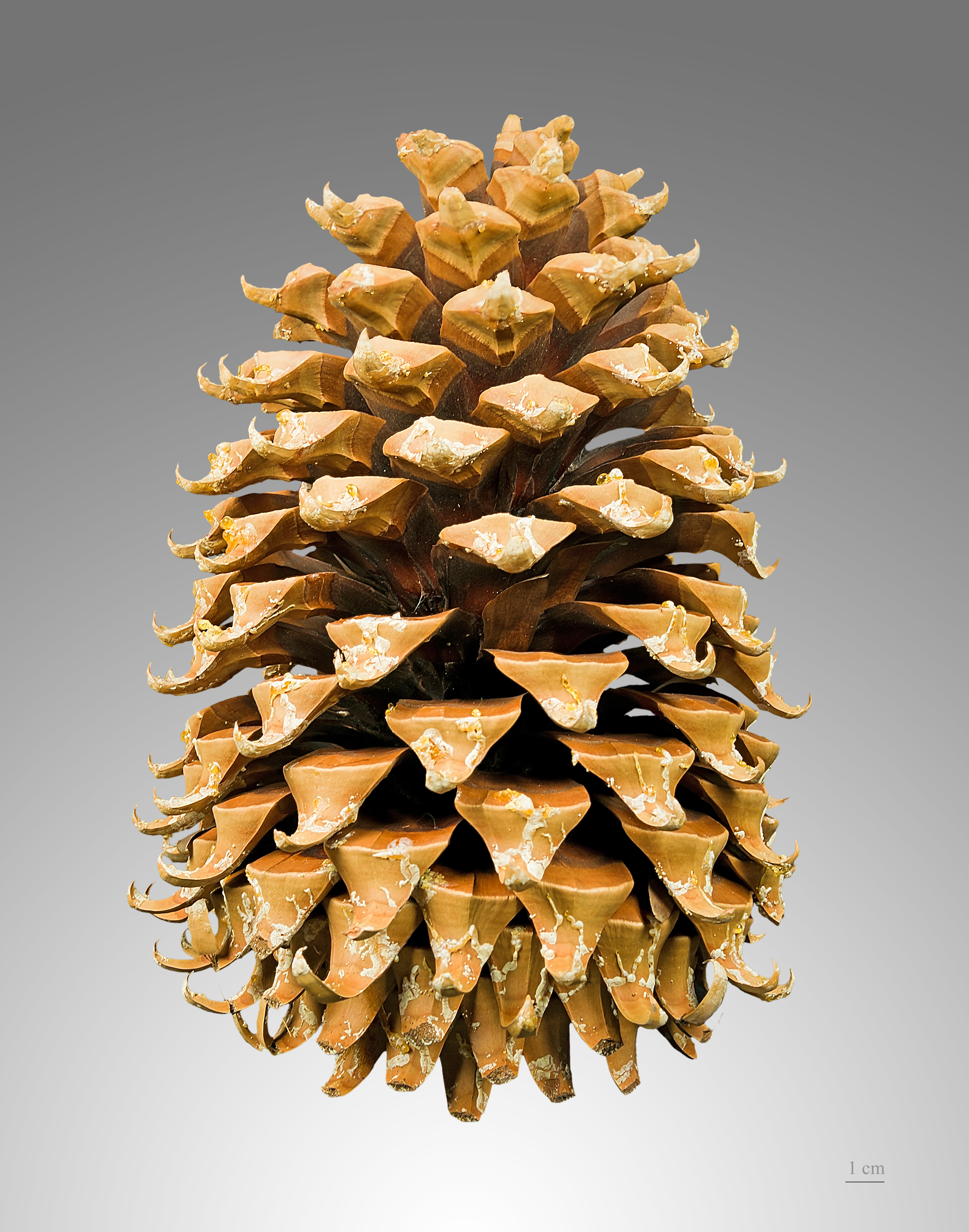
Cône femelle de Pinus coulteri, le plus lourd des cônes - Muséum de Toulouse.

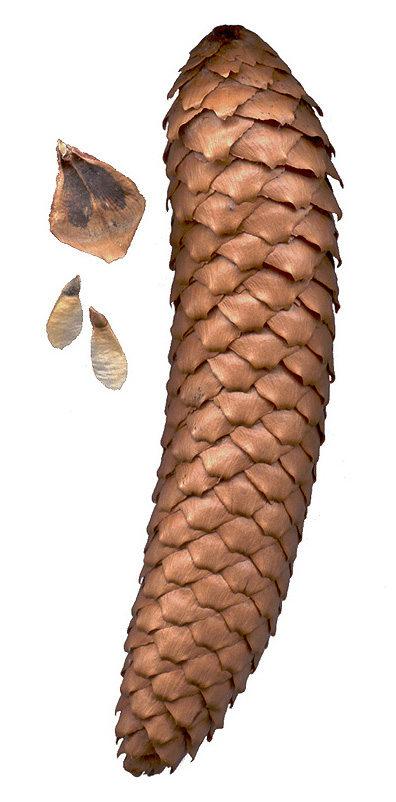
Cône femelle et graines de Picea abies.

En botanique, le cône est la structure de regroupement des organes reproducteurs chez les conifères qui contribue à la pollinisation ancestrale des Gymnospermes, la pollinisation anémophile (pollens dans les sacs polliniques des écailles staminées des cônes mâles, transportés par voie aérienne et interceptés par les cônes femelles).
La « pomme de pin » est l'exemple typique du cône. La forme générale est celle d'un strobile : un axe court autour duquel des écailles insérées en spirale abritent à leur base les organes sexués.
Le nom dérive du latin conus, lui-même issu du grec κῶνος / kônos, et désignait la pomme de cyprès. Certains botanistes réservent le terme de « cône » aux structures femelles à écailles ligneuses, mais par extension il est parfois employé pour désigner toutes les « inflorescences » et « fructifications » des conifères même si l'organisation initiale en strobile n'est plus visible (comme chez les ifs ou les genévriers). Il est aussi quelquefois utilisé pour désigner les structures de reproduction de Gymnospermes plus archaïques comme les Cycadacées, voire celles de Lycophytes fossiles.

## Désignation

Carte linguistique de la pomme de pin en francophonie européenne.

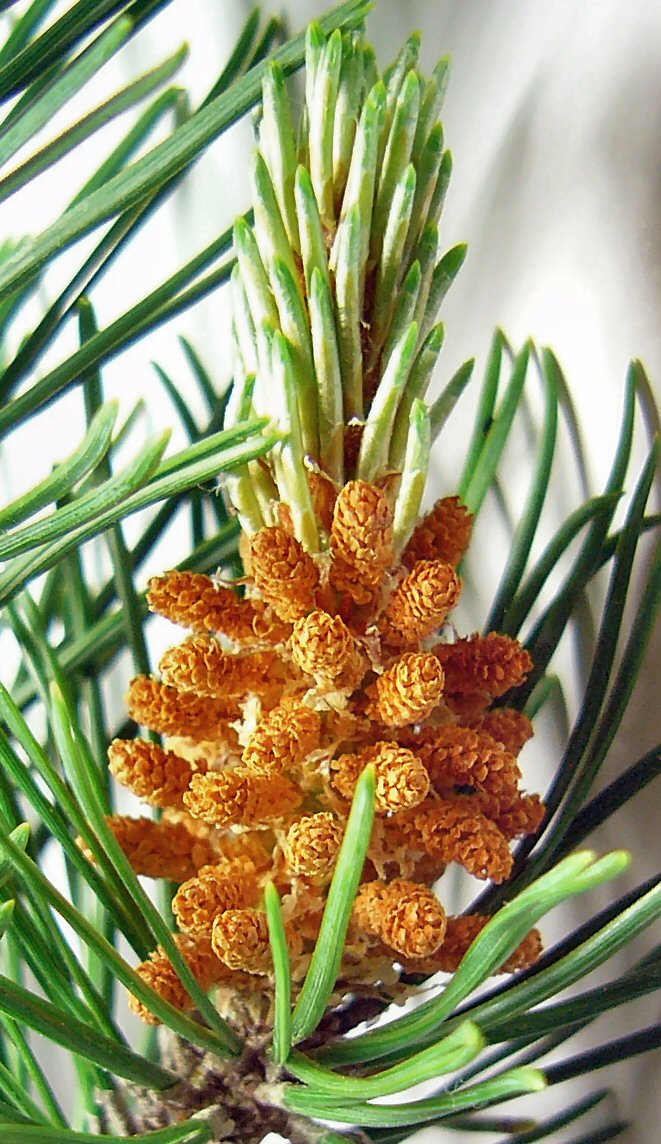
Cônes mâles porteur du pollen.

En français, dans son acception de vulgarisation en sciences biologiques et botaniques, le mot « cône » désigne l'inflorescence des arbres conifères, mais il est aussi connu sous le nom de « strobile » qui désigne plus particulièrement l'inflorescence terminale des Prêles, des Lycopodes et quelques fougères fossiles[réf. nécessaire].
En francophonie, le nom vernaculaire qui s'est imposée est l'expression figurative de la « pomme de pin » qui désigne le fruit du pin mais aussi ceux des autres conifères comme l'épicéa, le mélèze et les sapins. Mais il est aujourd'hui encore couramment désigné sous de multiples vocables associés aux différents dialectes locaux. En Occitanie, est aussi utilisé le vocable « pigne » issu de l'occitan pinha, lui même de la racine latine pinea. En régions franc-comtoise, francoprovencale, lyonnaise et suisse romande est également utilisé le mot de « pive » et sa dérivation « pivotte » issu du bas latin pipa « sifflet, flûte », en raison d'une ressemblance de la pomme de pin avec le sifflet, lui-même issu, probablement à l'époque impériale et par dérivation régressive du latin pipare, pépier). En Belgique francophone, est encore utilisé « carotte de pin » en référence à sa forme allongée[réf. nécessaire].
De façon plus locale, dans l'aire culturelle de Saint-Étienne, le cône est désigné par le mot « babet » issu de l'homonyme en parler gaga, origine obscure, peut-être d’un radical *bab- expressif. Dans les hautes-Vosges ainsi qu'au Québec, est encore utilisé dans ce sens celui très répandu et polysémique de « cocotte », formé de l’onomatopée imitant le cri de la poule, utilisé dans différentes acceptions selon un rapport plus ou moins direct avec le sens « poule », ici probablement la forme d’œuf du cône[réf. nécessaire]. Les désignations « coucouri » en Provence et « barolin » en Suisse se retrouvent aussi mais de façon plus marginales.

## Organe porteur des gamétophytes

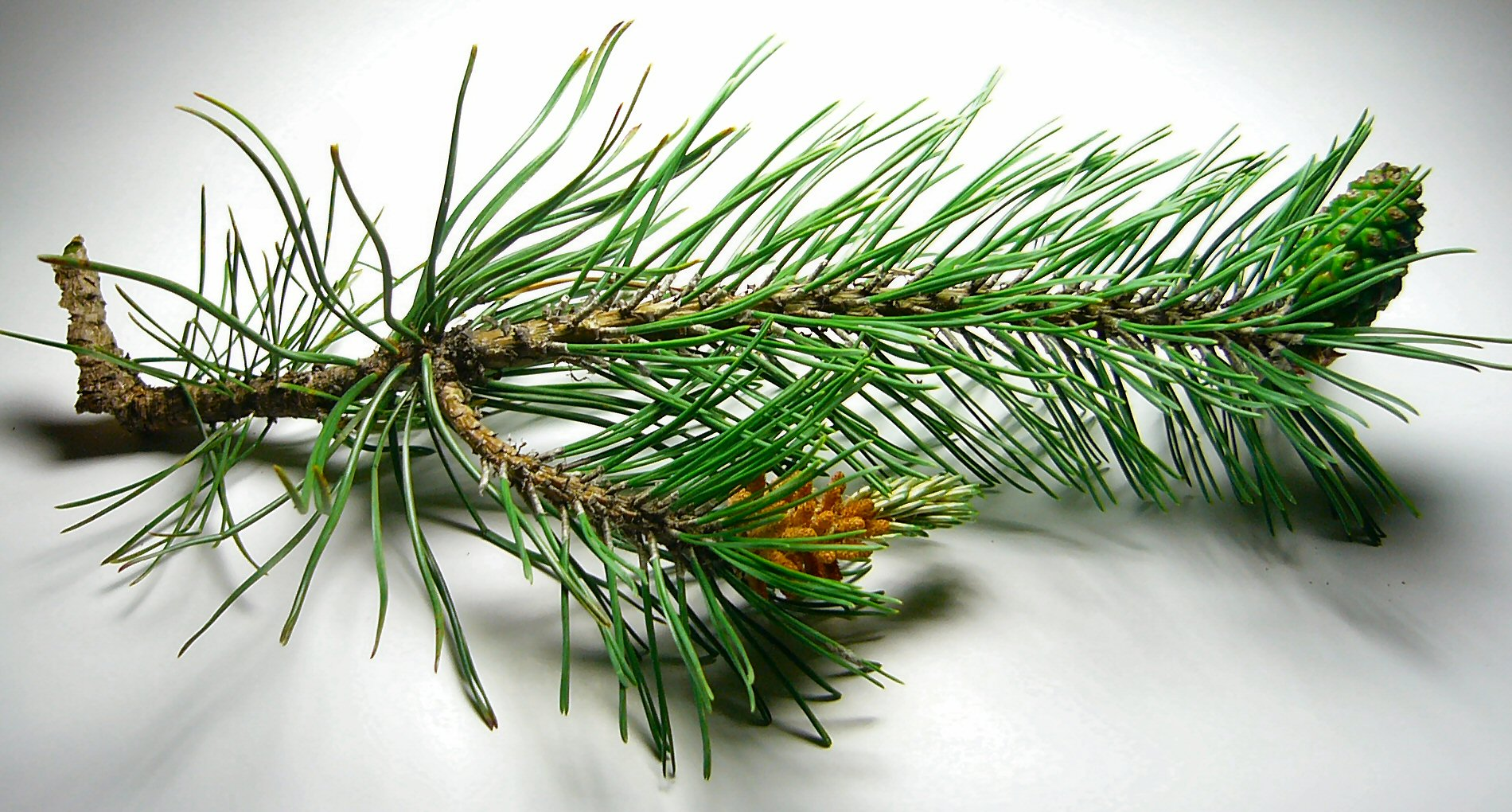
Photo illustrant la position des cônes mâles et femelles sur une branche de pin.

Ce n'est pas une inflorescence à proprement parler, car les Gymnospermes n'ont pas de fleur. Ils sont constitués d'écailles qui se recouvrent les unes sur les autres en partant de la base du cône sur un axe central. Chaque base des écailles contient les organes reproducteurs de la plante. Les cônes mâles sont beaucoup plus petits et éphémères que les cônes femelles. Le cône femelle est plus gros, c'est ce dernier que l'on peut voir dans l'arbre durant toute l'année et que l'on ramasse souvent au sol. Il est plus solide que le cône mâle car il assure la croissance de la future graine du conifère.
Les cônes mâles produisent le pollen tandis que les cônes femelles produisent des oosphères. On dit que les conifères sont hétérosporés. Mais chaque arbre présente habituellement les deux types de cônes. Les cônes femelles sont plus gros et plus complexes que les cônes mâles et renferment les ovules.

## Position des cônes sur l'arbre

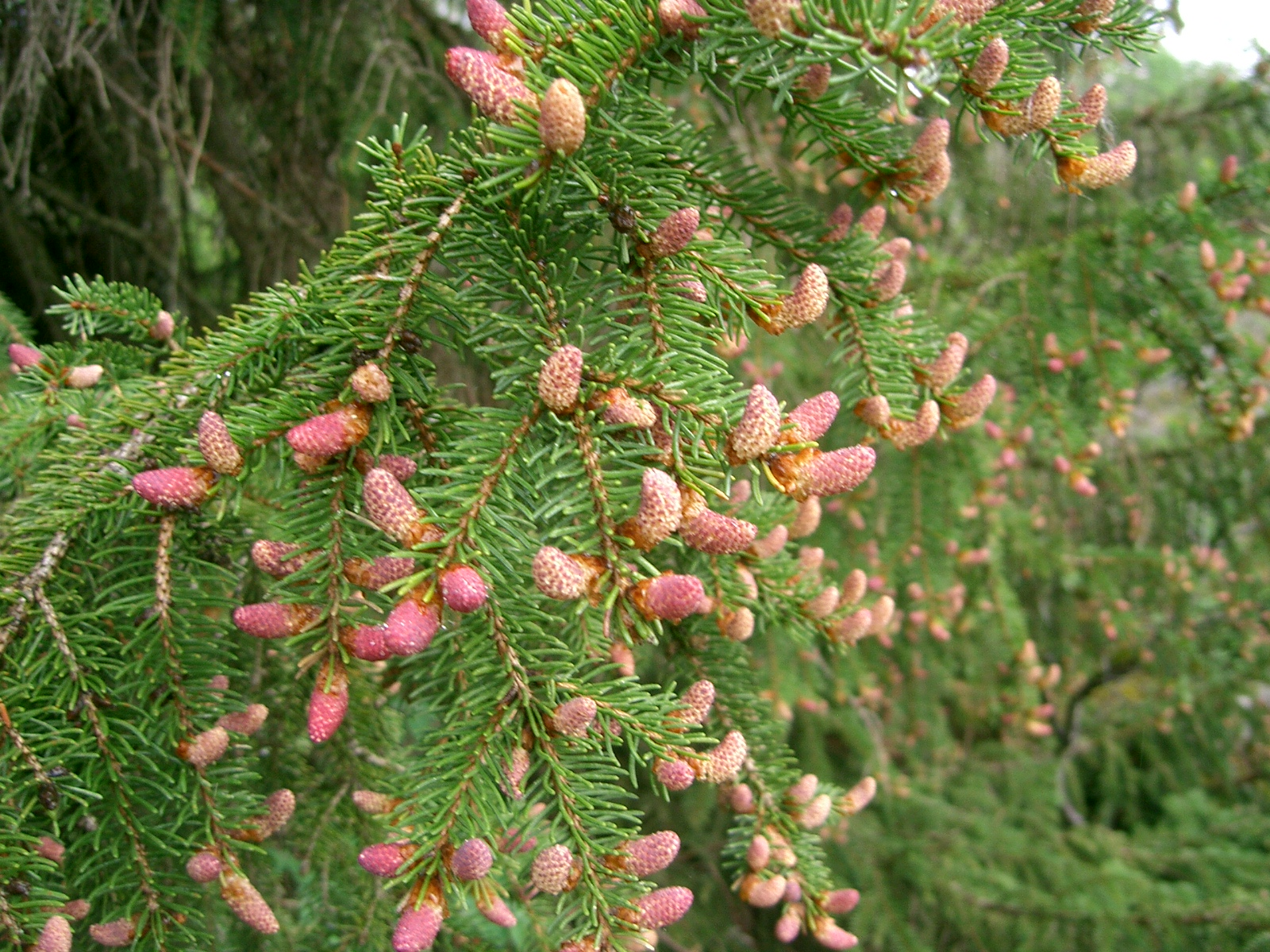
Cônes immatures (branches inférieures).

Pour la plupart des arbres, les cônes mâles et femelles poussent sur des branches différentes. Les cônes mâles poussent souvent sur les branches inférieures de l'arbre tandis que les cônes femelles se situent sur les branches supérieures. Cette disposition permet de croiser les fécondations. En effet, comme le pollen a peu de chance de monter vers les cônes femelles, la fécondation se fait normalement par un autre arbre.

## Organe porteur de graines
Après la fécondation, les cônes femelles restent sur l'arbre au moins trois ans, temps qu'il faut pour que la graine se développe. Les gros cônes femelles ne sont plus alimentés par la plante mère et la sécheresse du cône provoque l'ouverture des écailles. Les écailles s'écartent du rachis central du cône libérant les graines qui sont le plus souvent ailées. Cette aile leur permet de parcourir de longues distances grâce au vent. On parle d'anémochorie (ou dissémination anémochore). Cela permet à l'espèce de conquérir de nouveaux espaces.

## Différences entre les cônes femelles des espèces de conifères

### Cône dePinaceae
Les membres de la famille des Pinaceae (pins (pin maritime, pin parasol, etc.), sapins, cèdres, mélèzes, etc.) ont des cônes constitués d'écailles imbriquées les unes sur les autres comme la peau des poissons. Ce sont les cônes les plus communs. Les écailles sont arrangées en spirale suivant la suite de Fibonacci.
Le cône femelle a deux types d'écailles, les écailles de bractée, dérivées d'une feuille modifiée, et les écailles à l'origine de la graine (ou pignon), situées près des écailles de bractée. Sur chaque côté supérieur des écailles de graine se trouvent deux ovules qui se développent en graines après fécondation par des grains de pollen. Les écailles de bractée se développent d'abord, et sont matures au moment de la pollinisation. Les écailles de graine se développent plus tard pour enfermer et protéger les graines tandis que les écailles de bractée souvent ne croissent plus.
Les écailles s'ouvrent temporairement pour recevoir le pollen, puis se referment pendant la fécondation et la maturation de la graine. Elles se rouvrent alors encore à la maturité pour permettre à la graine de s'échapper. La maturation prend 6 à 8 mois après la pollinisation dans la plupart des genres de Pinaceae, mais 12 mois pour les cèdres et 18 à 24 mois (rarement plus) pour la plupart des pins. Les cônes s'ouvrent au niveau des écailles de graine fléchissant en arrière avec le dessèchement du cône, ou (dans les sapins, les cèdres et le mélèze d'or) par destruction des cônes.

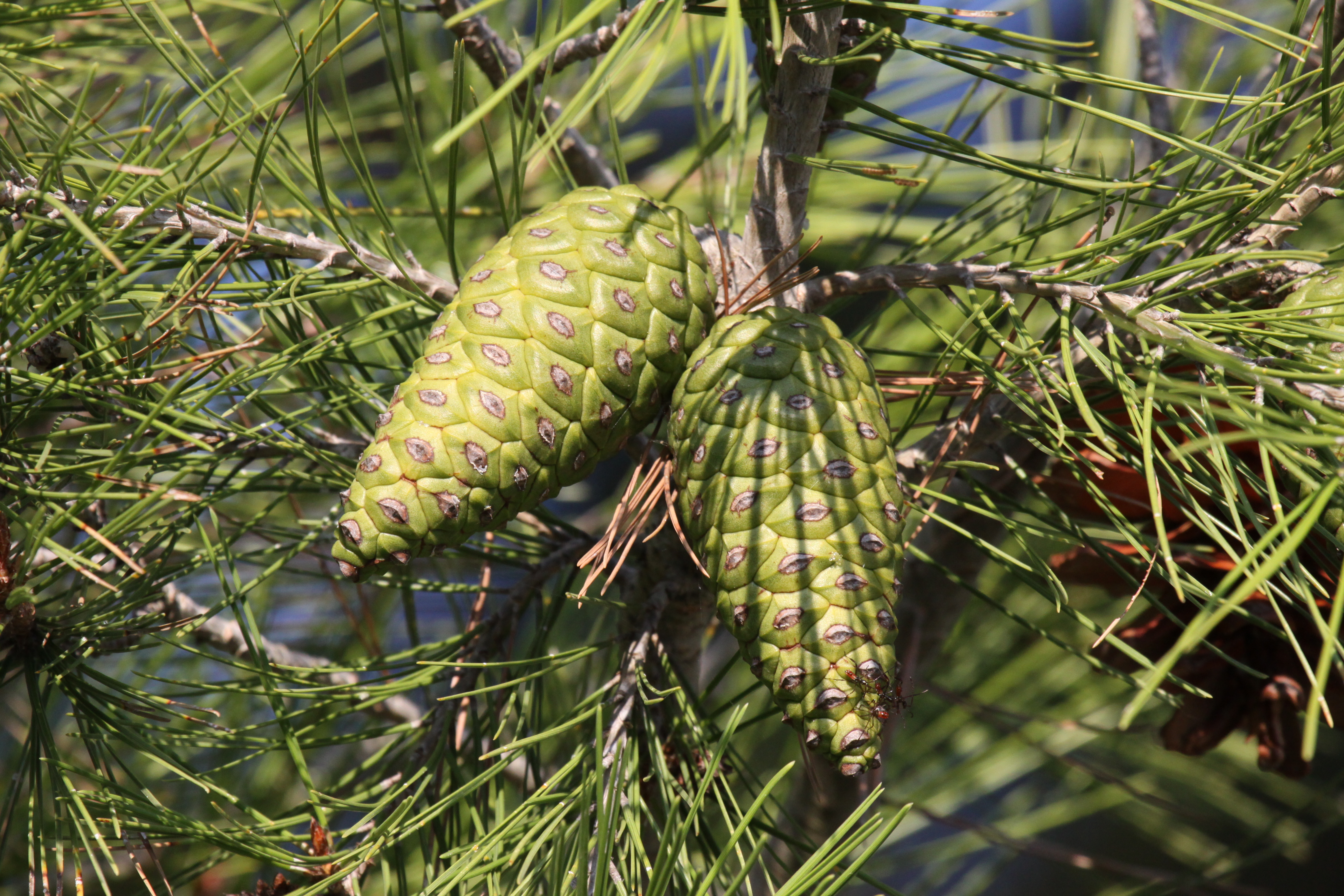
Cônes de pin d'Alep.
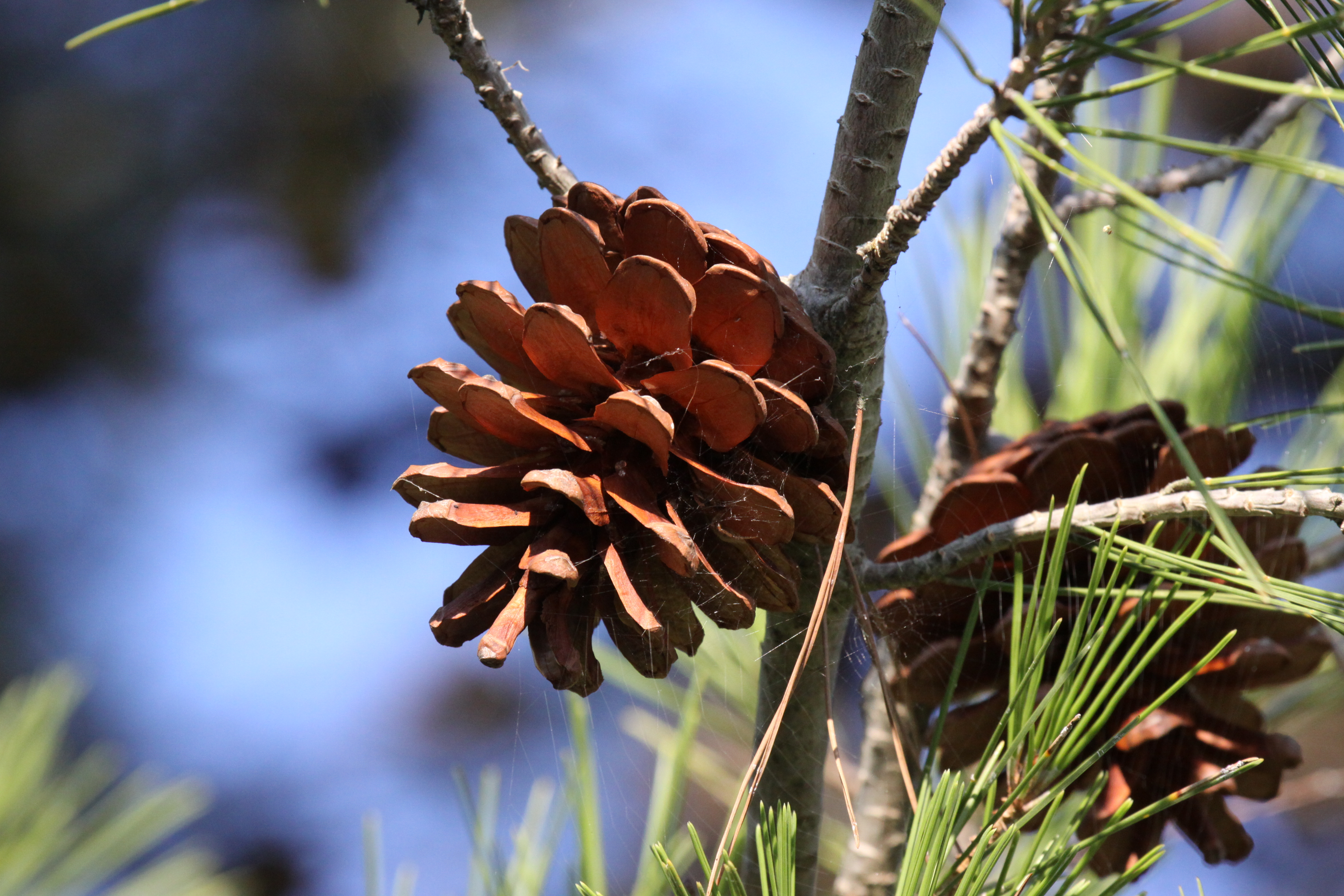
Cône de pin d'Alep mature.
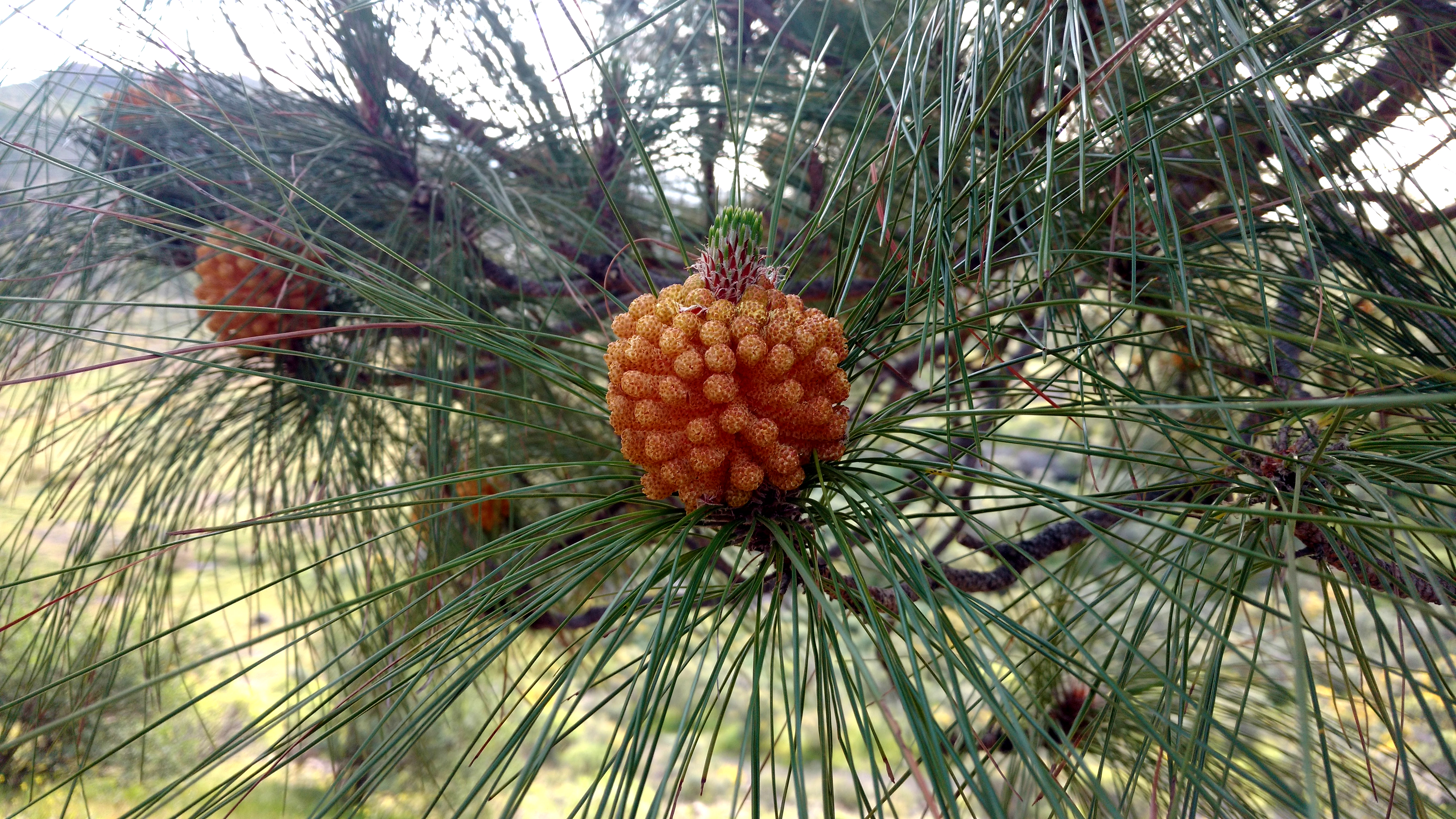
Cône mâle de Pinus canariensis jeune.

### Cônes d'Araucariaceae
Les membres de la famille des Araucariaceae (Araucaria, Agathis, Wollemia) ont leurs écailles de bractée et de graine complètement fusionnées, et n'ont qu'un seul ovule sur chaque écaille. Les cônes sont sphériques ou presque, et assez gros avec un diamètre de 5 à 30 centimètres. Ils mûrissent en 18 mois. À maturité, ils se désagrègent pour libérer les graines. Chez les Agathis, les graines s'envolent et se séparent aisément de l'écaille de la graine, mais chez les araucaria et les wollemia, la graine est sans aile et fusionnée avec l'écaille.

### Cônes dePodocarpaceae

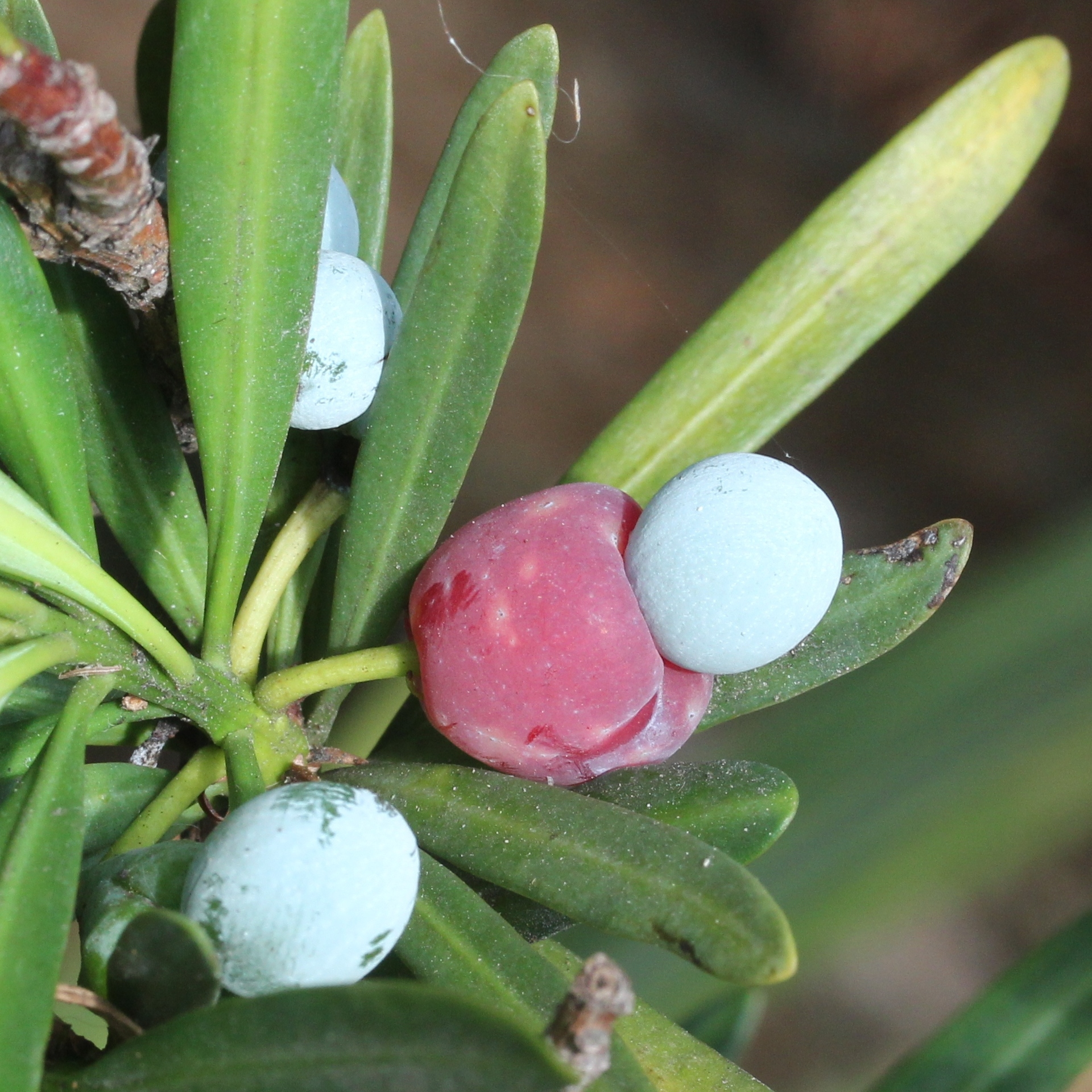
Cônes de Podocarpaceae.

Les cônes de la famille des Podocarpaceae sont identiques par leur fonction mais non dans leur développement à ceux de la famille des Taxaceae. La plupart des cônes de ce genre sont formés de deux à dix écailles, parfois plus, qui ont fusionné pour former une arille charnue habituellement gonflée, brillamment colorée, molle et comestible. Même si l'arille présente des similitudes avec une baie, elle n'est pas un fruit au sens botanique du terme.
Habituellement, seules une ou deux écailles de l'apex du cône sont fertiles. Chaque arille, mesurant de 0,5 à 3 centimètres de long contient une graine sans aile de 4 à 10 millimètres de long. Chez quelques espèces comme les Prumnopitys, les écailles sont petites et non charnues, mais l'enveloppe de la graine développe une couche charnue à la place, le cône ayant alors l'aspect d'une petite prune sur une tige centrale. Les graines ont une enveloppe dure qui leur permet de résister à la digestion de l'oiseau et de rester fonctionnelles une fois rejetées dans les excréments.

### Cônes deCupressaceae

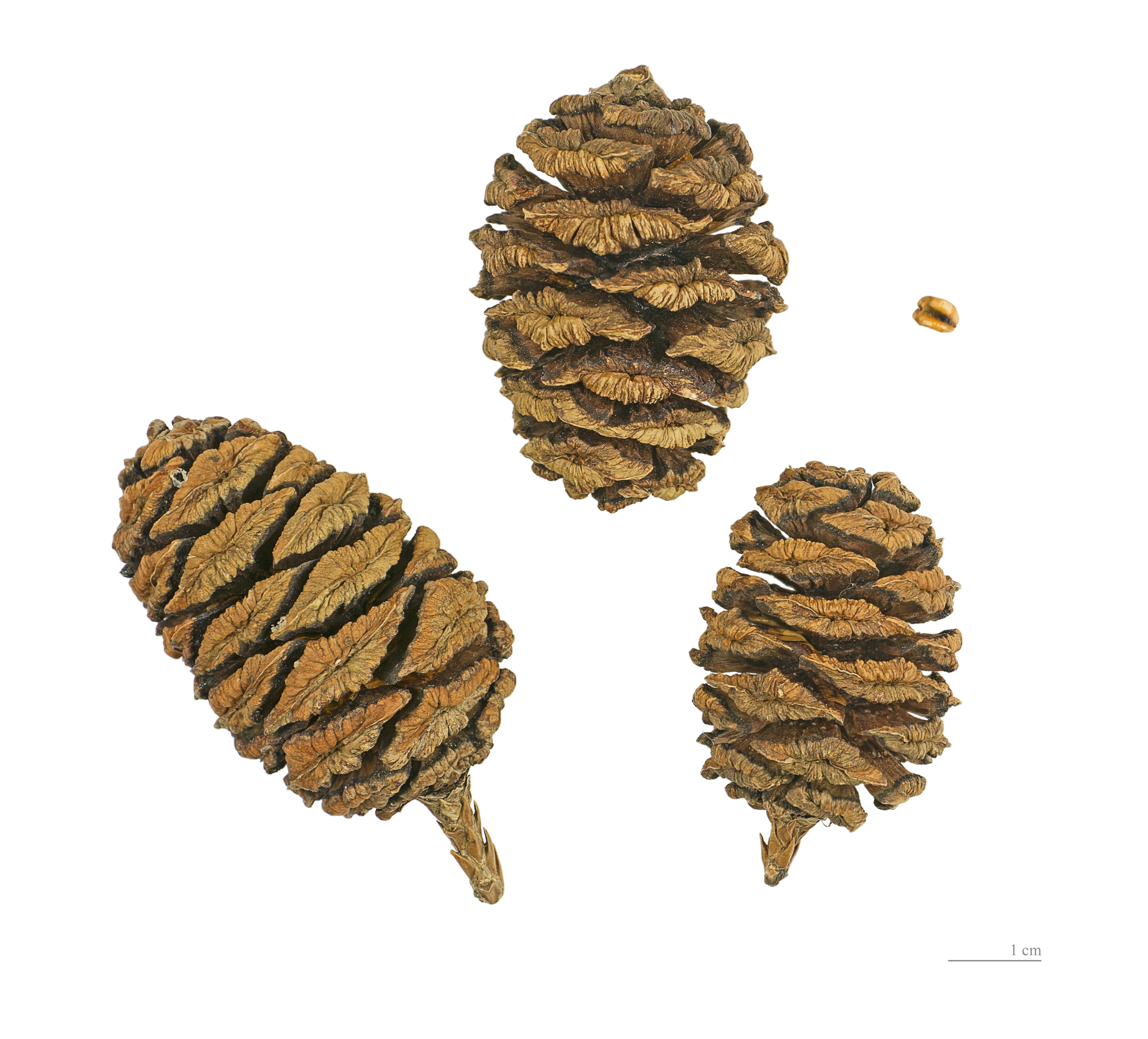
Cône de Séquoia géant Muséum de Toulouse.

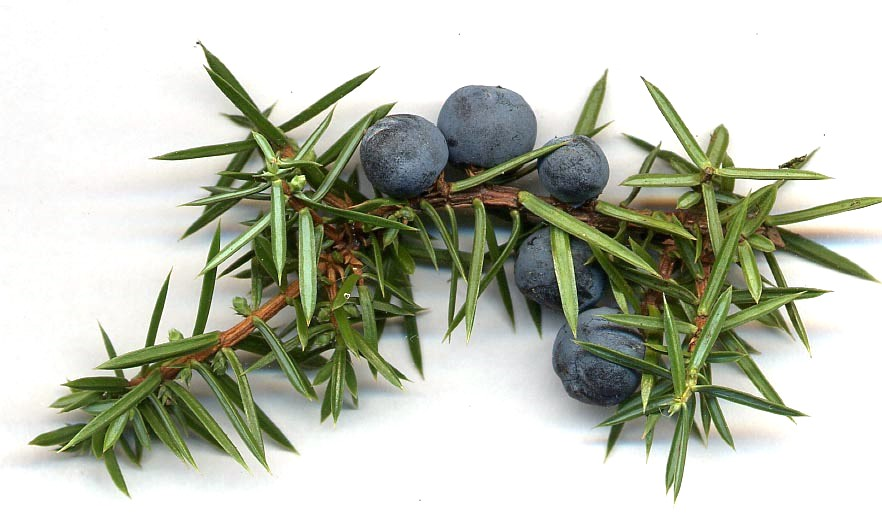
Cône modifié en « baie » de genévriers.

Les cônes des membres de la famille des Cupressaceae (cyprès, thuya, genévriers, séquoias, etc.) sont différents des autres car leurs écailles de la bractée et de la graine sont complètement fusionnées en une seule écaille réduite à un morceau ou à une simple épine visible. Les cônes femelles possèdent 1 à 20 ovules sur chaque écaille. Les cônes sont habituellement petits, de 0,3 à 6 centimètres de long et souvent sphériques ou presque, comme ceux du cyprès de Nootka. D'autres, tels les cônes de cèdre rouge occidental, sont étroits. Les écailles sont arrangées soit en spirale, soit en plusieurs spirales croisées (deux, trois, rarement quatre). Dans la plupart des cas, les cônes sont faits de bois et les graines ont deux ailes étroites (une le long de chaque côté de la graine), mais chez trois genres (Platycladus, Microbiota et Juniperus), les graines sont sans ailes, et chez les Juniperus (genévriers), les cônes sont charnus et ressemblent à des baies.

### Cônes deSciadopityaceae
Les cônes et les graines de Sciadopitys sont semblables à ceux des Cupressaceae, mais ils sont plus grands mesurant de 6 à 11 centimètres long. Les écailles sont imbriquées en spirale et possèdent 5 à 9 ovules sur chaque écaille.

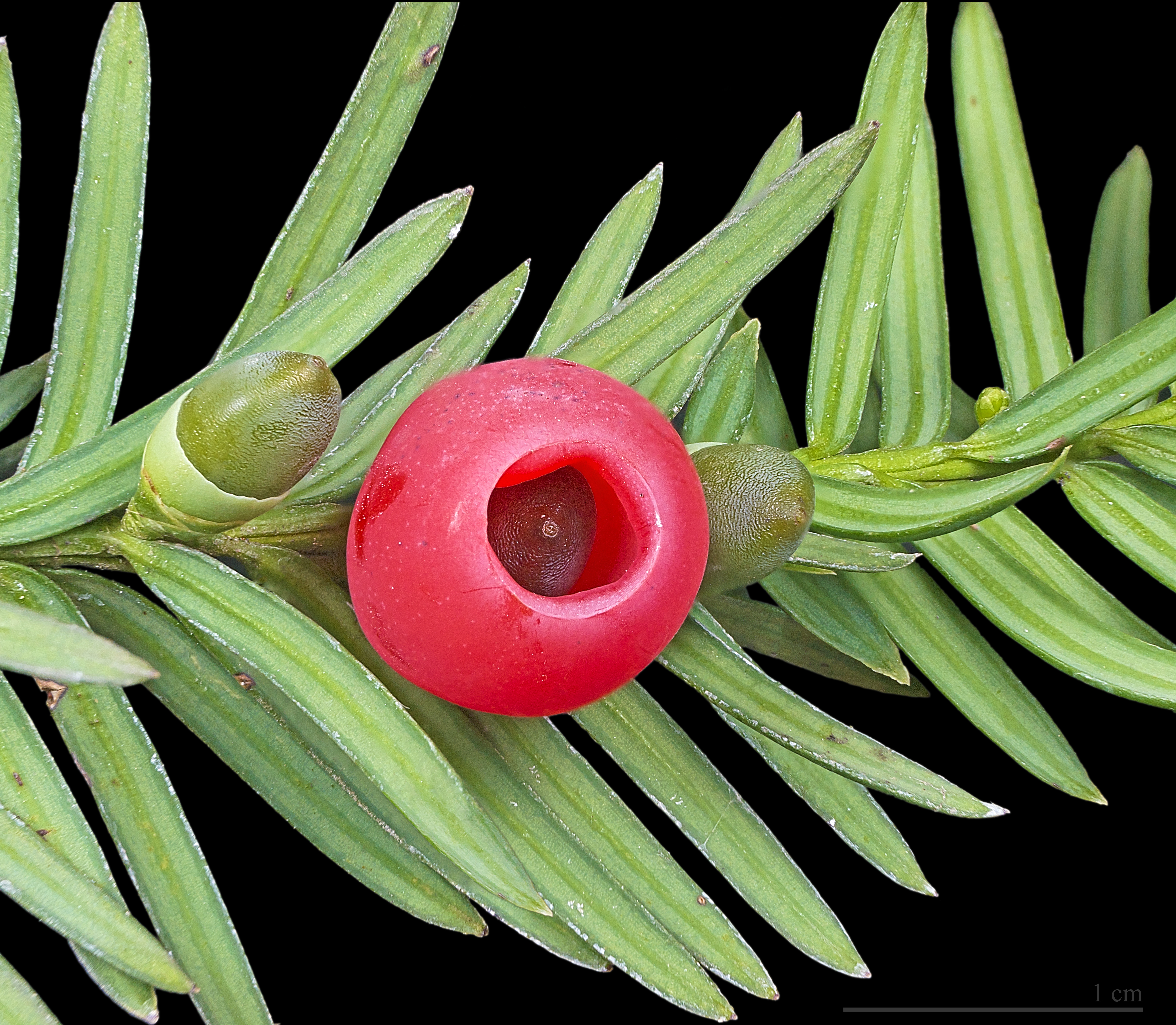
Cône d'if en forme de « baie » : arille.

### Cônes deTaxaceaeetCephalotaxaceae
Les membres de la famille des ifs et des Cephalotaxaceae possèdent les cônes le plus modifiés des conifères. Il y a une seule écaille par cône femelle avec un ovule simple. L'écaille se développe en une arille douce, brillante, colorée, juteuse comme une baie qui renferme en partie la graine. La « baie » avec la graine est mangée par les oiseaux qui digèrent l'écaille riche en sucres. La graine résistante à la digestion tombe au sol avec les excréments de l'oiseau loin de la plante mère.

## Cônes et champignons

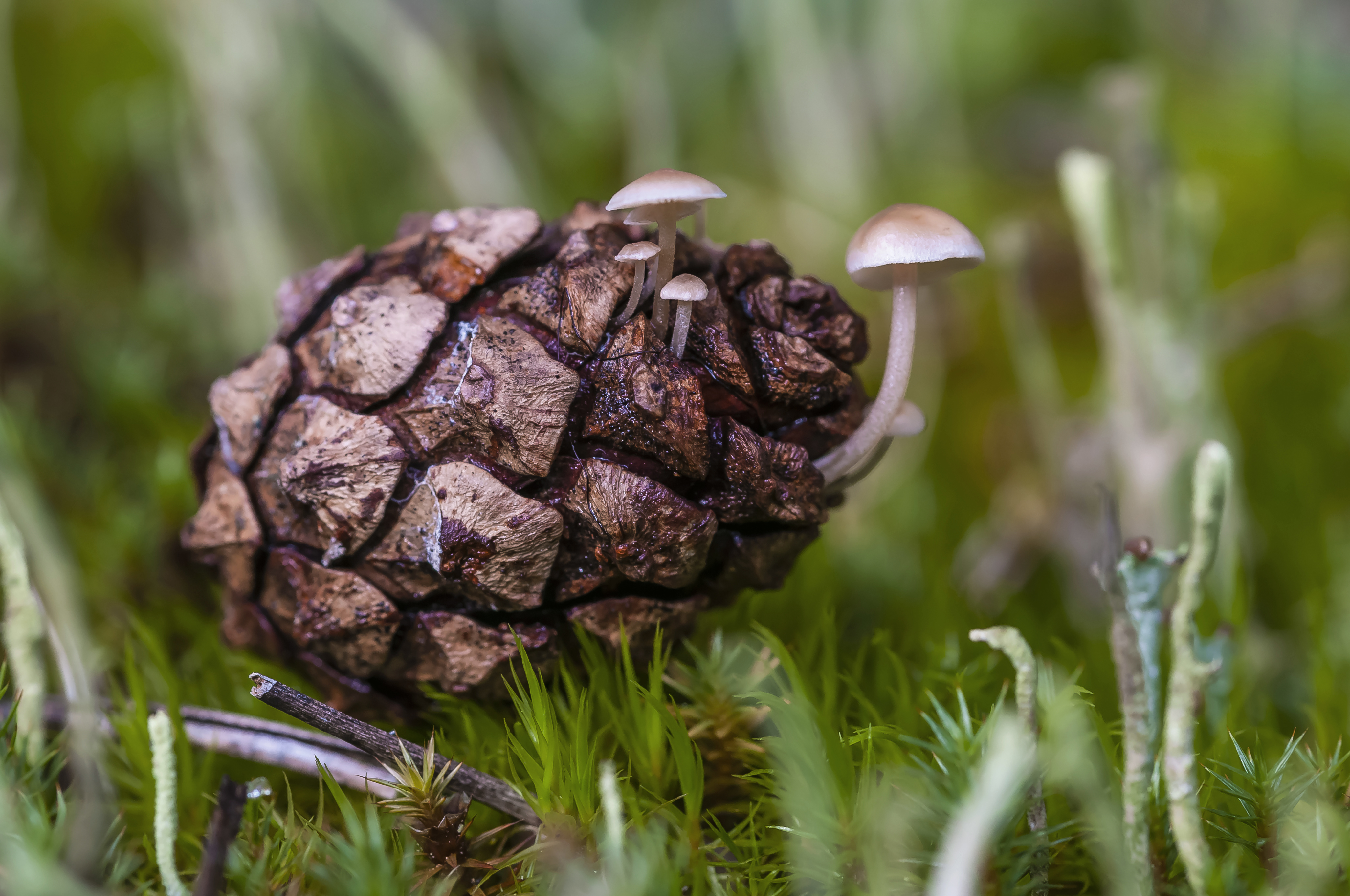
Strobilurus sur une pomme de pin.

Les vieux cônes en décomposition d'Épicéas, de Pins, de Tsugas, de Pseudotsugas ou même d'Aulnes sont régulièrement consommés par de petits champignons fins. Il s'agit de l'ensemble des espèces du genre Strobilurus, les Collybies des Cônes ; ou encore de la Collybie queue de souris (Baeospora myosura). Des champignons au chapeau plutôt plats dit collyboïdes. D'autres au chapeau franchement conique, dit mycénoïdes, possèdent cette même écologie. Cela peut être, par exemple, la Mycène des cônes d'épicéa (Mycena plumipes), la Mycène fleur des neiges (Mycena flos-nivium), Mycena laevigata et la Mycène de la forêt noire (Mycena sylvae-nigrae), la Mycène des cônes de pin (Mycena seynii), ou encore Mycena rhenana sur les strobiles des Aulnes. Du côté des Hydnes, l'Hydne cure-oreilles (Auriscalpium vulgare) apprécie les cônes de pins,.

## Usages des pommes de pin
Les pommes de pin sont utilisées de manière plus ou moins inventive et éloignée de leur nature :
- les pignons, les graines des arbres du genre, sont largement consommées sur l'ensemble de l'hémisphère nord ;
- usages décoratifs par exemple dans des compositions florales ;
- celles de certaines espèces se déployant plus ou moins selon l'humidité ambiante servaient d'indicateur d'hygrométrie ;
- sèches et bien ouvertes, elles sont utilisées pour démarrer aisément un feu ou barbecue[9].

## Symbolique et mathématiques
Dans la principauté de Liège, les perrons, symboles de la justice du prince-évêque, sont constitués d'une colonne sur un socle, surmontée d'une pomme de pin et d'une croix. La pomme de pin au sommet du fut serait un symbole de fécondité, d’immortalité et d'éternité.
En mathématiques, le nombre des spirales de croissance gauches et celui des droites correspondent à deux termes consécutifs de la suite de Fibonacci. Ce type de croissance, répondant aux règles de la phyllotaxie, permet de mettre le plus d'écailles dans le moins de place possible.

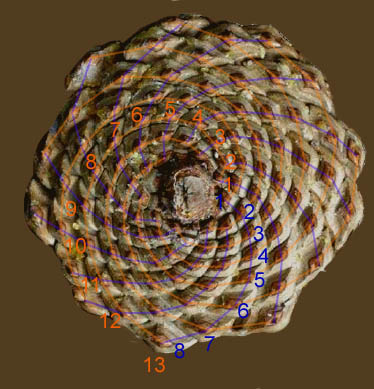
Une pomme de pin illustre par ses écailles le phénomène de phyllotaxie spiralée ordonnée par des nombres entiers, souvent associés au nombre d'or.
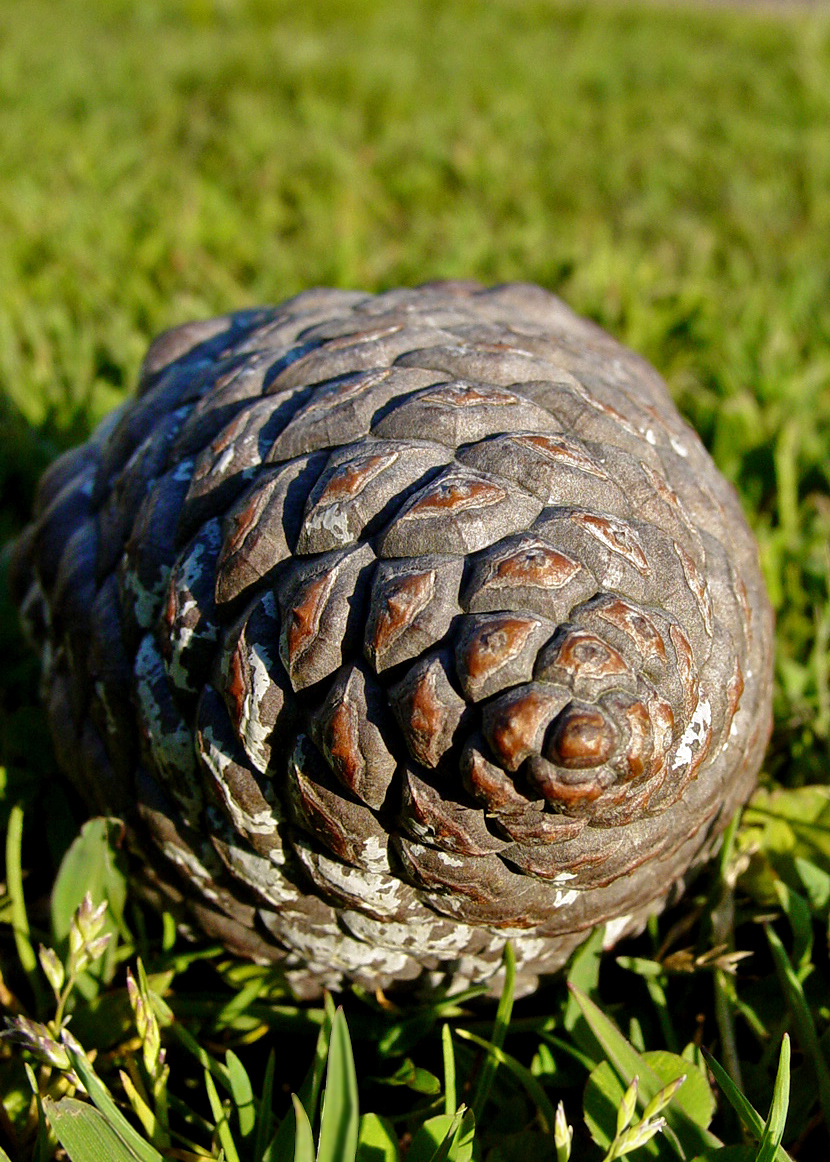
Cône avec des « spirales de croissance » gauches et droites.
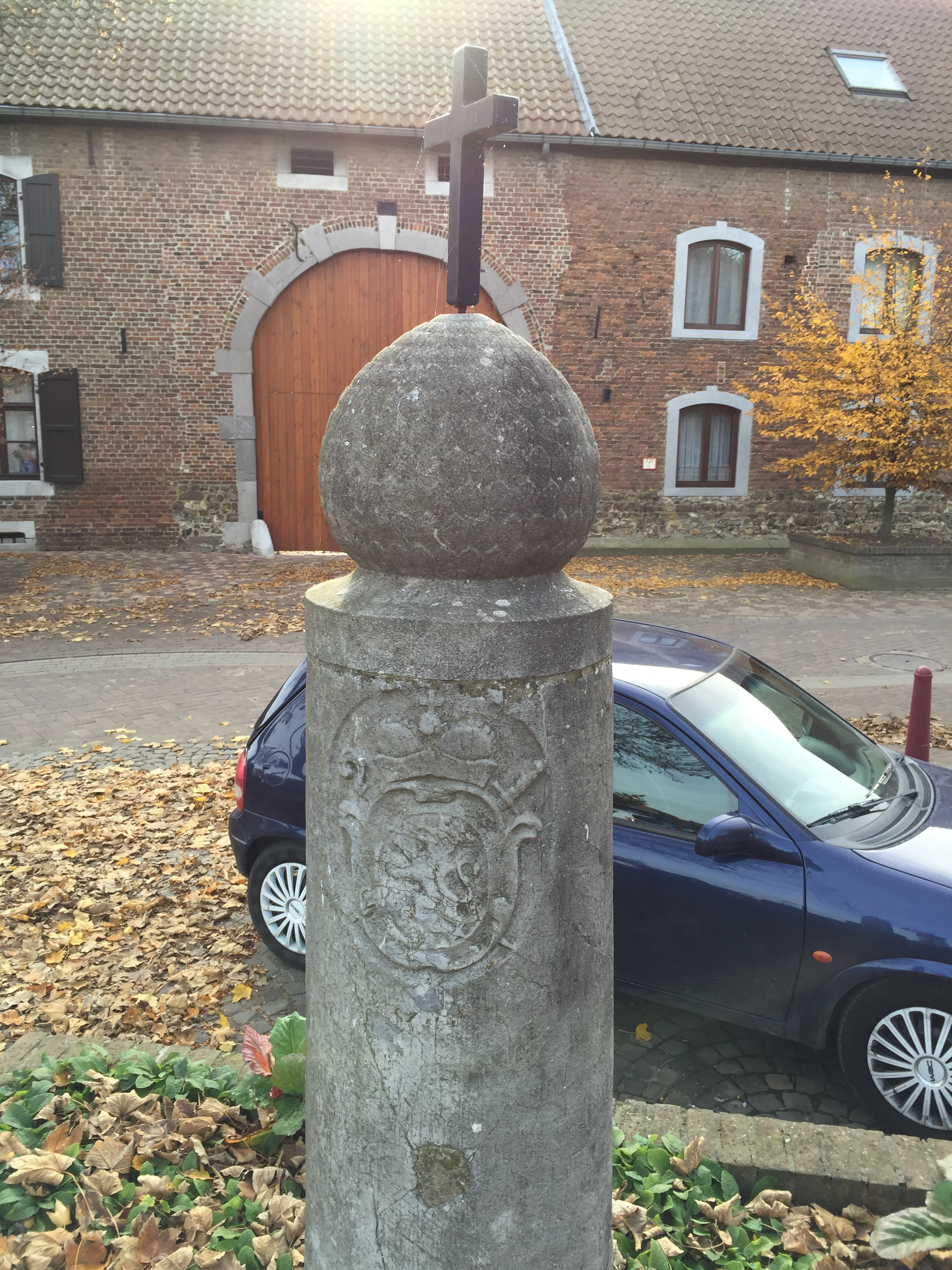
La pomme de pin et la croix au sommet du perron de Villers-l'Évêque.
Les armoiries de la famille Parthon de Von sont chargées de trois pommes de pin.